# Clase Grand
La clase Grand es una clase de cruceros. Los barcos de la clase son operados por las líneas de cruceros Princess Cruises o P&O Cruises Australia. La clase consta de varias series (subclases) de barcos gemelos, la mayoría de los cuales fueron construidos por Fincantieri en Monfalcone y Trieste, en el norte de Italia. El primer buque de la clase Grand original, Grand Princess, entró en servicio en 1998.
Los barcos de las subclases posteriores se basan en la clase Grand, pero tienen modificaciones como cubiertas adicionales y una ubicación variada de instalaciones como el club nocturno y los restaurantes. La estructura utilizada como discoteca es un elemento característico de los barcos de Princess Cruises en la clase Grand y clases derivadas. El club nocturno sobresale por la popa del barco (clases Grand y Caribbean) o está ubicado justo detrás del embudo (clases Gem y Crown).
La clase de barcos Gem se basa principalmente en la clase Grand, pero modifica la ubicación del club nocturno para que esté justo detrás del embudo y también modifica la cantidad de restaurantes. Los dos barcos de la clase Gem fueron construidos por Mitsubishi en Nagasaki, Japón, en 2004.
La clase Caribbean es la tercera versión del diseño y tiene una cubierta adicional. Como en el diseño original de la clase Grand, la discoteca está suspendida en la popa. Los barcos de clase caribeña también introdujeron un teatro junto a la piscina, que luego se agregó a otros barcos Princess.
La clase Crown es la cuarta versión de Princess Cruises de la clase Grand y tiene dos cubiertas adicionales. Los barcos de clase Crown han devuelto la ubicación del club nocturno adyacente al embudo. Los barcos de clase Crown también cuentan con un teatro junto a la piscina como la clase Caribbean.
La clase Ventura tiene 19 cubiertas como la clase Crown. Estos barcos son propiedad y están operados por P&O Cruises y se comercializan como clase Grand , aunque se les dio la designación de clase Ventura porque no son propiedad de Princess y están totalmente modificados interna y externamente. Ventura es también el barco más grande de la clase Grand . El segundo barco de la clase Ventura es el MS Azura, botado en marzo de 2010 y que tiene una popa modificada. El Azura es también el único barco de P&O Cruises que cuenta con una pantalla al aire libre estilo teatro junto a la piscina.

## Unidades
| Buque | Año construcción | Astillero   | Entrada en servicio | Tonelaje    | Flag        | Notas | Imagen      |
| Clase Grand | Clase Grand      | Clase Grand | Clase Grand         | Clase Grand | Clase Grand | Clase Grand | Clase Grand |
| --- | ---------------- | ----------- | ------------------- | ----------- | ----------- | --- | ----------- |
| Esta clase, que durante un breve período de tiempo contó con los cruceros más grandes del mundo, fue pionera en el diseño que se ha llevado a cabo en cada clase modificada. |                  |             |                     |             |             | |             |
| Grand Princess | 1998             | Fincantieri | 1998–presente       | 107.517 tn  | Bermudas    | El barco más grande y caro construido en 1998 - Reformado por última vez en marzo de 2019 - Antiguo buque insignia de la flota Princess hasta el Royal Princess en 2013.            |             |
| Carnival Adventure | 2001             | Fincantieri | 2001–presente       | 108.865 tn  | Bahamas     | Anteriormente llamado Golden Princess. Reformado por última vez en 2022. Transferido a P&O Cruises Australia en 2020 desde Princess Cruises.                                        |             |
| Carnival Encounter | 2002             | Fincantieri | 2002–presente       | 108.977 tn  | Bahamas     | Anteriormente llamado Star Princess. El fuego arrasó los atracaderos en 2006. Reformado por última vez en 2022. Transferido a P&O Cruises Australia en 2020 desde Princess Cruises. |             |
| Clase Gem |                  |             |                     |             |             | |             |
| Las diferencias de diseño en estos barcos son la reubicación del club nocturno directamente detrás del embudo, en lugar de suspenderlo sobre la popa, y el embudo mucho más grande. Los dos barcos de la clase Gem, el Diamond Princess y el Sapphire Princess, son los dos únicos barcos basados en la clase Grand que se construyeron en el astillero de Nagasaki de Mitsubishi. |                  |             |                     |             |             | |             |
| Diamond Princess | 2004             | Mitsubishi  | 2004–presente       | 115.875 tn  | Reino Unido | Originalmente llamado Sapphire Princess |             |
| Sapphire Princess | 2004             | Mitsubishi  | 2004–presente       | 115.875 tn  | Reino Unido | Originalmente llamado Diamond Princess |             |
| Clase Caribbean |                  |             |                     |             |             | |             |
| El diseño del Caribbean Princess se deriva directamente de los barcos originales de la clase Grand, sin incluir ninguna de las modificaciones de la clase Gem. Caribbean Princess usa el diseño original de la clase Grand, pero con una cubierta adicional. Esta cubierta adicional aumenta la capacidad de pasajeros del barco de 2.600 a 3.100. Caribbean Princess también fue el primer barco en tener un teatro junto a la piscina. Los tres barcos de la clase Crown: Crown Princess, Emerald Princess y Ruby Princess, se construyeron más tarde con esta característica también incluida. Desde entonces, se ha agregado a todos los barcos de la clase. |                  |             |                     |             |             | |             |
| Caribbean Princess | 2004             | Fincantieri | 2004–presente       | 112.894 tn  | Bermudas    | Última reforma en abril de 2017 |             |
| Clase Crown |                  |             |                     |             |             | |             |
| Estos barcos, que se basan en el diseño de Caribbean Princess, también difieren ligeramente. Estos barcos tienen dos cubiertas de pasajeros más que la clase Grand original, así como el teatro junto a la piscina. Un club nocturno está detrás del embudo. |                  |             |                     |             |             | |             |
| Crown Princess | 2006             | Fincantieri | 2006–presente       | 113.561 tn  | Bermudas    | Importante incidente marítimo en 2006. |             |
| Emerald Princess | 2007             | Fincantieri | 2007–presente       | 113.561 tn  | Bermudas    | |             |
| Ruby Princess | 2008             | Fincantieri | 2008–presente       | 113.561 tn  | Bermudas    | |             |
| Clase Ventura |                  |             |                     |             |             | |             |
| Los barcos de la clase Ventura se basan en el diseño de la clase Crown. Los barcos de esta clase son propiedad y están operados por P&O Cruises. Azura tiene una popa modificada. |                  |             |                     |             |             | |             |
| MV Ventura | 2008             | Fincantieri | 2008–presente       | 116.017 tn  | Bermudas    | El crucero más grande en entrar en servicio con P&O Cruises y en el mercado británico, hasta 2015.                                                                                  |             |
| MS Azura | 2010             | Fincantieri | 2010–presente       | 115.055 tn  | Bermudas    | Azura tiene una popa modificada. |             |